# 艾丽斯·布朗
艾丽斯·布朗（英語：Alice Brown，1960年9月20日—），美国女子田径运动员。她曾代表美国参加1984年和1988年夏季奥林匹克运动会田径比赛，获得二枚金牌和一枚银牌。